# デノミナツィオーネ・ディ・オリージネ・コントロッラータ・エ・ガランティータ
デノミナツィオーネ・ディ・オリージネ・コントロッラータ・エ・ガランティータ（伊: Denominazione di Origine Controllata e Garantita、略称 DOCG、または D.O.C.G）は、イタリアにおける、食料品（主にワイン）に対する原産地認定（地理的表示）のひとつである。

## 概要
1963年に制定された、イタリアの食料品原産地認定 『デノミナツィオーネ・ディ・オリージネ・コントロッラータ（DOC）』の上位分類として、1984年に新設された。現在は、EU法である 『原産地名称保護制度』に並列・準拠している。
名称はイタリア語で、「保証つき統制原産地呼称」を意味し、略称である 「DOCG（D.O.C.G.）」は、ディーオーシージー、ドックジー、ドクジなどと読まれる。

## D.O.C.G. ワイン
DOCGワインは、イタリアワインの中でも法的に最上位に分類される。
| #  | 名前（日本語）                                                 | 名前（イタリア語）                             | 産地                                     |
| -- | -------------------------------------------------------------- | ---------------------------------------------- | ---------------------------------------- |
| 1  | アスティ または アスティ・スプマンテ                           | Asti または Asti Spumante                      | ピエモンテ州                             |
| 2  | アルバーナ・ディ・ロマーニャ                                   | Albana di Romagna                              | エミリア＝ロマーニャ州                   |
| 3  | ヴァルテッリーナ・スペリオーレ                                 | Valtellina Superiore                           | ロンバルディア州                         |
| 4  | ヴィーノ・ノービレ・ディ・モンテプルチャーノ                   | Vino Nobile di Montepulciano                   | トスカーナ州                             |
| 5  | ヴェルナッチャ・ディ・サン・ジミニャーノ                       | Vernaccia di San Gimignano                     | トスカーナ州                             |
| 6  | ヴェルナッチャ・ディ・セッラペトローナ                         | Vernaccia di Serrapetrona                      | マルケ州                                 |
| 7  | ヴェルメンティーノ・ディ・ガッルーラ                           | Vermentino di Gallura                          | サルデーニャ州                           |
| 8  | オッフィダ                                                     | Offida                                         | マルケ州                                 |
| 9  | オルトレポー・パヴェーゼ・メートド・クラッシコ                 | Oltrepò Pavese metodo classico                 | ロンバルディア州                         |
| 10 | スフォルツァート・ディ・ヴァルテッリーナ                       | Sforzato di Valtellina                         | ロンバルディア州                         |
| 11 | ソアーヴェ・スペリオーレ                                       | Soave Superiore                                | ヴェネト州                               |
| 12 | ガーヴィ または コルテーゼ・ディ・ガーヴィ                     | Gavi または Cortese di Gavi                    | ピエモンテ州                             |
| 13 | ガッティナーラ                                                 | Gattinara                                      | ピエモンテ州                             |
| 14 | カルミニャーノ                                                 | Carmignano                                     | トスカーナ州                             |
| 15 | キャンティ                                                     | Chianti                                        | トスカーナ州                             |
| 16 | キャンティ・クラッシコ                                         | Chianti Classico                               | トスカーナ州                             |
| 17 | グレーコ・ディ・トゥーフォ                                     | Greco di Tufo                                  | カンパーニア州                           |
| 18 | ゲンメ                                                         | Ghemme                                         | ピエモンテ州                             |
| 19 | コッリ・オリエンターリ・デル・フリウーリ・ピコリット           | Colli Orientali del Friuli Picolit             | フリウーリ＝ヴェネーツィア・ジューリア州 |
| 20 | タウラージ                                                     | Taurasi                                        | カンパーニア州                           |
| 21 | チェラズオーロ・ディ・ヴィットーリア                           | Cerasuolo di Vittoria                          | シチリア州                               |
| 22 | トルジャーノ・ロッソ・リゼルヴァ                               | Torgiano Rosso Riserva                         | ウンブリア州                             |
| 23 | ドルチェット・ディ・ドリアーニ・スペリオーレ または ドリアーニ | Dolcetto di Dogliani Superiore または Dogliani | ピエモンテ州                             |
| 24 | バルドリーノ・スペリオーレ                                     | Bardolino Superiore                            | ヴェネト州                               |
| 25 | バルバレスコ                                                   | Barbaresco                                     | ピエモンテ州                             |
| 26 | バローロ                                                       | Barolo                                         | ピエモンテ州                             |
| 27 | フィアーノ・ディ・アヴェッリーノ                               | Fiano di Avellino                              | カンパーニア州                           |
| 28 | ブラケット・ダックイ または アックイ                           | Brachetto d'Acqui または Acqui                 | ピエモンテ州                             |
| 29 | フランチャコルタ                                               | Franciacorta                                   | ロンバルディア州                         |
| 30 | ブルネッロ・ディ・モンタルチーノ                               | Brunello di Montalcino                         | トスカーナ州                             |
| 31 | モレッリーノ・ディ・スカンサーノ                               | Morellino di Scansano                          | トスカーナ州                             |
| 32 | モンテファルコ・サグランティーノ                               | Montefalco Sagrantino                          | ウンブリア州                             |
| 33 | モンテプルチャーノ・ダブルッツォ・コッリーネ・テラマーネ       | Montepulciano d'Abruzzo Colline Teramane       | アブルッツォ州                           |
| 34 | ラマンドロ                                                     | Ramandolo                                      | フリウーリ＝ヴェネーツィア・ジューリア州 |
| 35 | レチョート・ディ・ソアーヴェ                                   | Recioto di Soave                               | ヴェネト州                               |
| 36 | ロエーロ                                                       | Roero                                          | ピエモンテ州                             |
| 37 | ロッソ・コーネロ・リゼルヴァ                                   | Rosso Conero riserva                           | マルケ州                                 |